# 헤일리 로
헤일리 로(Hayley Law, 1992년 11월 18일 ~ )는 캐나다의 배우, 가수이다.